# Čtyři třídy
Čtyři třídy nebo čtyři povolání (čínsky: znaky 士農工商, pinyin Shìnónggōngshāng, český přepis š’-nung-kung-šang) byl model společnosti ve staré Číně a dalších zemích ovlivněných konfucianismem. Koncept se poprvé objevil v období válčících států jako součást konfuciánské politické filozofie a s rozšířením konfuciánství ovlivnil i další východoasijské země. V Koreji pod názvem Sa, nong, gong, sang (사농공상), v Japonsku jako Shi, nō, kō, shō (士農工商), ve Vietnamu pod názvem Sĩ, nông, công, thương (士農工商).
Rozdělení společnosti na čtyři skupiny vychází z konfuciánského ideálu moudrého vládce na vrcholu, obklopeného vzdělanými úředníky – džentry – spravujícími zemi. Následováni jsou rolníky produkujícími bohatství společnosti; řemeslníky vyrábějícími užitečné předměty z jiných a konečně obchodníky, kteří nic neprodukují, pouze se podílejí na přerozdělování bohatství vyrobeného jinými.

## Historie
Koncept čtyř tříd pochází už z období dynastie Čou (12. st. až 771 př. n. l.) a byl důležitou součástí tehdejšího pojetí sociální struktury společnosti. V sestupném pořadí to byly vzdělanci (士, shì, š’) obdoba šlechty, rolníci (农, nóng, nung) a převážně městské třídy - řemeslníci (工, gōng, kung) a obchodníci (商, shāng, šang).
| „                      | Ti, kdo studují, aby nalezli svoje místo ve společnosti, jsou vzdělanci. Ti, kdo brázdí půdu a zasívají zrna, jsou zemědělci. Ti, kdo opracovávají a vyrábějí předměty, jsou řemeslníci. A ti, kdo dopravují zboží a prodávají ho, jsou obchodníci. | “ |
| — Pan Ku, Dějiny Chanů | |   |

Rozdělení společnosti do takto širokých kategorií bylo více teoretickou koncepcí než realitou. Vždy existovaly početné skupiny obyvatel nezapadající do čtyř tříd – především vojáci, ale i taoistické a buddhistické duchovenstvo. V průběhu času se měnila i definice vládnoucí třídy š’ – původně kasty válečníků, později aristokratické vzdělané elity a nakonec džentry – konfuciánsky vzdělaných úředníků. Obchodníci díky váze svého majetku a vzdělání koncem dynastie Ming a za vlády dynastie Čching splynuli s džentry. Tento vývoj odpovídá evropské obdobě, tj. šlechtě, rovněž primárně vojenského původu přecházející ve správní orgány státu a sbližující se s bohatými obchodníky. Obdobné je pak indické dělení společnosti na kasty (varny).
Teoretické uznání významu rolníků jim nepřineslo lepší postavení.